# أحمد عرفان
أحمد بن محمد عرفان أو أحمد بن عرفان البريلوي (6 صفر 1201 هـ/28 نوفمبر 1786م - 24 ذي القعدة 1246 هـ/6 مايو 1831م) مصلح مسلم بالهند.
تعلم في مدرسة شاه ولي الله في مدينة دهلي، وكانت مدرسة معروفة أسسها العالم الفذ أحمد بن عبد الرحيم المعروف بشاه ولي الله، أحد رواد الإصلاح في الهند، ثم رحل إلى دلهي سنة 1221 هـ _1806 م، وتتلمذ على يد الشاه عبد القادر الدهلوي وأخيه الشاه عبد العزيز الدهلوي وهما من أبناء الشيخ شاه ولي الله، ثم عاد إلى حياة الجندية والجهاد مرة أخرى، وانضم إلى جيش «أمير خان» حاكم مدينة «تونك» إحدى مدن إقليم «راجستان»، وذلك في سنة 1225 هـ_1810 م، وأخذ يحثّه على الجهاد والقتال في سبيل الله، ويشجعه في حربه للإنجليز، ثم لم يلبث أن ترك الجيش بعدما عَلِم بالصُّلح الذي أجراه أمير تونك مع الإنجليز.